# الفرعه السفلى (عمد)

تعديل مصدري - تعديل

الفرعه السفلى هي إحدى قرى  بمديرية عمد التابعة لمحافظة حضرموت، بلغ تعداد سكانها 8 نسمة حسب تعداد اليمن لعام 2004.